# Appia Annia Regilla
Appia Annia Regilla (de son nom complet Appia Annia Regilla Atilia Caucidia Tertulla) est une femme romaine, parente éloignée de plusieurs empereurs et impératrices romains dont Hadrien.

## Famille
Elle est la fille de Appius Annius Gallus, consul suffect vers 139, et de son épouse Atilia Caucidia Tertulla. Elle est probablement par son père, la petite-fille de Appius Annius Trebonius Gallus, consul en 108, et par sa mère, la petite-fille de Marcus Atilius Metilius Bradua, aussi consul en 108. Elle est la sœur de Appius Annius Atilius Bradua, consul en 160.
Épouse de l'éminent grec Hérode Atticus, elle est notable pour l'Odéon d'Hérode Atticus qui a été construit à sa mémoire sur l'Acropole d'Athènes.
De son mariage avec Hérode Atticus, elle à 6 enfants;
- X, un garçon mort à la naissance vers 142.
- Appia Annia Klaudia Atilia Regilla Elpinice Agrippina Atria Polla, né vers 143, décédé peut être vers 167.
- Marcia Annia Klaudia Alcia Athenais Gavidia Latiara, épouse son cousin Lucius Vibullius Rufus, notable athénien.
- Lucius Claudius Herodes Vibullius Regillus, né vers 150, décédé avant 160.
- Tiberius Claudius Appius Atilius Bradua Regillus Atticus, né vers 153, consul en 185.

## Dans la littérature
José-Maria de Heredia lui consacre un sonnet, Regilla, publié dans les Trophées. 